# Hiroshi Michinaga
Hiroshi Michinaga (japonès: 道永 宏)  (Kōbe, 8 d'octubre de 1956) és un arquer japonès, ja retirat, guanyador d'una medalla olímpica.
El 1976 va prendre part en els Jocs Olímpics d'Estiu de Montreal, on va guanyar la medalla de plata en la competició individual del programa de tir amb arc.
En el seu palmarès també destaca una medalla de bronze en el Campionat del Món de 1977.